# Oscar Rossi
Óscar Pablo Rossi (Buenos Aires, 1930. július 27. – 2012. szeptember 6.) argentin válogatott labdarúgó.
Az argentin válogatott tagjaként részt vett az 1962-es világbajnokságon.